# Pokaliv, Ovruci
Pokaliv (în ucraineană Покалів) este localitatea de reședință a comunei Pokaliv din raionul Ovruci, regiunea Jîtomîr, Ucraina.

## Demografie
Componența lingvistică a localității Pokaliv
     Ucraineană (97,29%)
     Rusă (1,52%)
     Alte limbi (0,85%)
Conform recensământului din 2001, majoritatea populației localității Pokaliv era vorbitoare de ucraineană (97,29%), existând în minoritate și vorbitori de rusă (1,52%).